# 三都镇 (建德市)
三都镇，中国浙江省西北部建德市下辖的一个镇。

## 行政区划
现辖：
三都社区、凤凰社区、马宅村、三江口村、松口村、三都村、春江源村、圣江村、和村、新和村、梓里村、镇头村、樟村畈村、前源村、绿源村、羊峨村、寿峰村、凤凰村、东方村、大唐村和乌祥村。